# 유니모듈러 격자
유니모듈러 격자(영어: unimodular lattice)는 행렬식이 ±1인 격자이다.

## 정의
격자(영어: lattice) {\displaystyle (L,\langle \cdot ,\cdot \rangle )}는 다음과 같은 데이터로 주어진다.
- {\displaystyle L}은 자유 유한 생성 아벨 군이다.
- {\displaystyle \langle \cdot ,\cdot \rangle \colon L\times L\to \mathbb {Z} }는 정수 값을 갖는 대칭 쌍선형 형식이다.

유니모듈러 격자는 다음 조건을 만족시키는 격자 {\displaystyle (L,\langle \cdot ,\cdot \rangle )}이다.
- {\displaystyle L}이 {\displaystyle n}차원이라고 하자. {\displaystyle L}의 기저 {\displaystyle \{v_{1},\dots ,v_{n}\}}을 잡았을 때, {\displaystyle n\times n} 대칭 정수행렬 {\displaystyle M\in \operatorname {Mat} _{n}(\mathbb {Z} )}을 {\displaystyle (M)_{ij}=\langle v_{i},v_{j}\rangle }로 정의하자. 그렇다면 {\displaystyle \det M=\pm 1}이다. (행렬 {\displaystyle M}은 기저의 선택에 따라 달라지지만, 그 행렬식은 바뀌지 않는다.)

짝 유니모듈러 격자(영어: even unimodular lattice)는 모든 {\displaystyle v\in L}에 대하여 {\displaystyle \langle v,v\rangle }이 짝수인 격자다. 짝 유니모듈러 격자가 아닌 유니모듈러 격자를 홀 유니모듈러 격자(영어: odd unimodular lattice)라고 한다.

## 분류
유니모듈러 격자는 정부호(definite)와 부정부호(indefinite) 두 종류가 있다. 부호수가 {\displaystyle (m,n)}인 부정부호 격자 {\displaystyle \Lambda \subset \mathbb {R} ^{m,n}}의 경우, (동형을 무시하면) 오직 하나의 홀 유니모듈러 격자
{\displaystyle I_{m,n}}
가 존재한다. 구체적으로 이는 {\displaystyle \mathbb {Z} ^{m+n}\subset \mathbb {R} ^{m+n}}에 의해 주어진다. 부정부호수에서 짝 유니모듈러 격자가 존재할 필요충분조건은
{\displaystyle m\equiv n{\pmod {8}}}
이며, 이 경우 (동형을 무시하면) 오직 하나의 짝 유니모듈러 격자
{\displaystyle II_{m,n}}
가 존재한다. 이는 구체적으로
{\displaystyle \{(a_{1},a_{2},\dots ,a_{m+n}\colon 2a_{i}\in \mathbb {Z} ,\;\sum _{k}a_{k}/2\in \mathbb {Z} \}\subset \mathbb {R} ^{m+n}}
이다. 또한, {\displaystyle II_{8,0}}은 E8 격자와 동형이다.
정부호 유니모듈러 격자는 분류하기가 더 어렵다.
- 7차원 이하의 경우 유일한 홀 정부호 유니모듈러 격자 {\displaystyle I_{n,0}}가 존재한다. 짝 유니모듈러 격자는 존재하지 않는다.
- 짝 유니모듈러 격자가 존재하는 최소 차원은 8차원이다. 이 차원에서는 E8 격자가 존재하며, 이는 E8 리 군의 근계로 생성된다.
- 8차원 다음으로 짝 유니모듈러 격자가 존재하는 차원은 16차원이며, 이 차원에서는 두 개의 짝 유니모듈러 격자가 존재한다. 이는 {\displaystyle E_{8}\oplus E_{8}}과
- 24차원에서는 총 24개의 짝 유니모듈러 격자가 존재하며, 이들을 니마이어 격자(영어: Niemeier lattice)라고 한다. 이 가운데 근이 없는 격자는 리치 격자 하나밖에 없다.

차원이 26 미만인 정부호 유니모듈러 격자는 모두 분류되었고, 다음과 같다. 홀 유니모듈러 격자의 수는 (OEIS의 수열 A054911), 짝 유니모듈러 격자의 수는 (OEIS의 수열 A054909)이다.
| 차원 | 홀격자             | 근이 없는 홀격자   | 짝격자             | 근이 없는 짝격자 |
| ---- | ------------------ | ------------------ | ------------------ | ---------------- |
| 0    | 0                  | 0                  | 1                  | 1                |
| 1    | 1                  | 0                  |                    |                  |
| 2    | 1                  | 0                  |                    |                  |
| 3    | 1                  | 0                  |                    |                  |
| 4    | 1                  | 0                  |                    |                  |
| 5    | 1                  | 0                  |                    |                  |
| 6    | 1                  | 0                  |                    |                  |
| 7    | 1                  | 0                  |                    |                  |
| 8    | 1                  | 0                  | 1 (E8 격자)        | 0                |
| 9    | 2                  | 0                  |                    |                  |
| 10   | 2                  | 0                  |                    |                  |
| 11   | 2                  | 0                  |                    |                  |
| 12   | 3                  | 0                  |                    |                  |
| 13   | 3                  | 0                  |                    |                  |
| 14   | 4                  | 0                  |                    |                  |
| 15   | 5                  | 0                  |                    |                  |
| 16   | 6                  | 0                  | 2 (E82, D16+)      | 0                |
| 17   | 9                  | 0                  |                    |                  |
| 18   | 13                 | 0                  |                    |                  |
| 19   | 16                 | 0                  |                    |                  |
| 20   | 28                 | 0                  |                    |                  |
| 21   | 40                 | 0                  |                    |                  |
| 22   | 68                 | 0                  |                    |                  |
| 23   | 117                | 1 (짧은 리치 격자) |                    |                  |
| 24   | 273                | 1 (홀 리치 격자)   | 24 (니마이어 격자) | 1 (리치 격자)    |
| 25   | 665                | 0                  |                    |                  |
| 26   | ≥2307              | 1                  |                    |                  |
| 27   | ≥14179             | 3                  |                    |                  |
| 28   | ≥327972            | 38                 |                    |                  |
| 29   | ≥37938009          | ≥8900              |                    |                  |
| 30   | ≥20169641025       | ≥82000000          |                    |                  |
| 31   | ≥5000000000000     | ≥800000000000      |                    |                  |
| 32   | ≥80000000000000000 | ≥10000000000000000 | ≥1160000000        | ≥10900000        |

## 참고 문헌
- Conway, J.H.; N. J. A. Sloane. 《Sphere packings, lattices and groups》. Grundlehren der mathematischen Wissenschaften (영어) 290 3판. New York, NY: Springer. doi:10.1007/978-1-4757-6568-7. ISBN 0-387-98585-9. ISSN 0072-7830. Zbl 0915.52003.
- Milnor, J.; D. Husemoller (1973). 《Symmetric Bilinear Forms》. Ergebnisse der Mathematik und ihrer Grenzgebiete (영어) 73. Springer. ISBN 3-540-06009-X. Zbl 0292.10016.
- Serre, Jean-Pierre (1973). 《A Course in Arithmetic》. Graduate Texts in Mathematics (영어) 7. Springer. ISBN 0-387-90040-3. Zbl 0256.12001.